# 형일교통
형일교통(亨一交通)은 서울특별시 영등포구의 마을버스 회사이다. 사무실 및 차고지는 서울특별시 영등포구 도림로113길 28, 2층 (도림동)에 있다. 2008년 우신마을버스(又新―)에서 현재의 사명으로 변경하였다. 계열사로는 서울특별시 마포구 마을버스업체인 신수동마을버스와 서울특별시 은평구 시내버스 업체인 신수교통이 있다.

## 운행 노선
- ● 영등포01번 : 신도림역(후문) ↔ 도림교회 ↔ 도림동새마을금고 ↔ 도림4거리 ↔ 성락교회 ↔ 대영초중고등학교 ↔ 신길5동주민센터 ↔ 수녀원 ↔ 영신고등학교 ↔ 대림동 썬프라자 ↔ 대림1동주민센터 ↔ 대림1동새마을금고 ↔ 대림동농협 ↔ 구로1교 → 구로디지털단지역 → 이마트 구로점 → 구로1교 (이하 역순) (구 영등포마을 16-1번)

## 회사소개
시내버스 노선이 취약한 도림동과 대림1동 지역의 대중교통 연계 수단으로서 중요한 역할을 하고 있다.

## 보유차량
자일대우버스
- 자일대우 BS090 뉴 로얄미디